# 2014年のヨーロピアン・ル・マン・シリーズ
2014年のヨーロピアン・ル・マン・シリーズは、フランス西部自動車クラブ (ACO) の統括するヨーロピアン・ル・マン・シリーズ（European Le Mans Series season, ELMS ル・マン・シリーズとして知られる）の11年目のシーズン。ACOが統括する、アジアン・ル・マン・シリーズとFIA 世界耐久選手権と並ぶル・マン24時間レースベースの3つのシリーズの内の一つ。2014年シーズンは、（4月20日のFIA 世界耐久選手権の開幕戦シルバーストン・ラウンドの前座レースとして）4月18-19日にシルバーストンで開幕し、10月19日のエストリルまで全5戦でタイトルが争われた。

## 概要
選手権タイトルは、ル・マン・プロトタイプについては前年までLMP2とLMPCの2つのカテゴリが存在していたが、本シーズンではLMP2のみの単独のカテゴリ開催となった。GTカテゴリについては、従来のLM GTEとGTCの2つのカテゴリ体制は維持された。ル・マン・プロトタイプとGTのカテゴリを合わせて、3つのカテゴリで選手権が競われることとなった。
LMP2クラスでは、2014年シーズンに開催された全5戦で全て異なるチームが優勝した。しかしながら、レッドブル・リンクで勝利したポール＝ルウ・シャタン、ネルソン・パンチァティッチ、オリヴァー・ウェブら3人と、その所属チームであったシグナテック・アルピーヌがドライバーズとチームズの両方のタイトルの獲得に成功した。4ポイント差の2位には、イモラで勝利したJotaスポーツのサイモン・ドゥーラン、ハリー・ティンクネル、フェリペ・アルブケルケの3人であった。3位には、ル・カステレの優勝者であるニューブラッド・バイ・モラン・レーシングのガリー・ヒルシュとクリスチャン・クリエンが入った。ル・カステレでの優勝には、シーズン中盤からチームに加わってヒルシュとクリエンの2人と組んだピエール・ラグも貢献した。セバスチャン・ローブ・レーシングのヴァンサン・カピレールとジミー・エリクソンの2人もエストリルで勝っている。開幕戦のシルバーストンでは、ティリエ・バイ・TDSレーシングのルドヴィック・バデイ、トリスタン・ゴマンディ、ピエール・ティリエら3人が勝利を飾っている。
LM GTEクラスでは、SMPレーシングのアンドレア・ベルトリーニ、ヴィクトル・シャイタル、セルゲイ・ズロービンが最終戦のエストリルで優勝して、その時点までランキング首位であったダンカン・キャメロンとマット・グリフィンを交わして苦戦しながらも21ポイントを得てAFコルセのドライバーズとチームズの両方のタイトルを獲得した。最終的にダンカン・キャメロンとマット・グリフィンはでアンドレア・ベルトリーニ、ヴィクトル・シャイタル、セルゲイ・ズロービンに3.5ポイント及ばず、タイトルを獲れなかった。SMPレーシングは2勝、AFコルセは3勝を挙げ、全5戦の勝利を両チームで分け合った。キャメロンとグリフィンはミケーレ・ルゴロと組んで勝利を挙げたが、ルゴロはイモラで欠場した為、キャメロンとグリフィンより獲得ポイントが6少なくなっている。
SMPレーシングは、オリビエ・ベレッタ、デヴィ・マルコゾフ、アントン・ラディギンの3人がル・カステレで勝利して全5戦でも表彰台を得たことにより、GTCクラスでもチャンピオンとなる栄誉を得た。15.5ポイント差の2位には、イモラで勝利したフォーミュラ・レーシングのジョニー・ラウルセン、ミッケル・マック、アンドレア・ピッチーニが入っている。3位には、レッドブル・リンクで勝利したキリル・ラディギン、アレクセイ・バソフ、ルカ・ペルシアニら3人によるもう一つのSMPレーシングの組が入っている。他の残るレースで勝利を挙げたのは、開幕戦のシルバーストンで勝利したチーム・ウクライナのアンドリイ・クルーグリャク、セルゲイ・チューカノフ、アレッサンドロ・ピエール・グイディら3人と、最終戦エストリルで勝利したBMW・スポーツ・トロフィー・マルク・VDSのバス・ラインダース、マルクス・パルタッラ、アンリ・アシッドら3人である。

## レギュレーション
トップ・カテゴリとして、LMP2が存続となった。LMP2は、1台のレースカーに対しシルバーまたはブロンズにランクされるドライバーを最低1人含む2–3人のドライバーでチームを組まなければならない。GTEとGTCは、ブロンズとシルバーにランクされるドライバーを1人ずつ用意するか2人のブロンズランクされるドライバーを用意しなければならない。最終的には、LMPC（ル・マン・プロトタイプ・チャレンジ）は本シーズンに含まれないことが決定された。2013年シーズンとは異なり、タイヤのウォーミング（暖め）が2014年シーズンで認められた。

## スケジュール
暫定カレンダーは、2013年のヨーロピアン・ル・マン・シリーズの最終戦ポール・リカールの開催中に発表された。しかし、FIA 世界耐久選手権の開催と日程が被るのを避ける為に、第2戦から第5戦までの開催日が１週間日延べされた改訂スケジュールがリリースされた。開幕戦はFIA 世界耐久選手権の開幕戦のシルバーストン・ラウンドと共催されることとなった。加えて、全レースが2013年より1時間延長されることとなり、それまでの3時間レースから4時間レースに変更された。
| ラウンド | レース                        | サーキット                   | 開催日   |
| -------- | ----------------------------- | ---------------------------- | -------- |
| 1        | シルバーストン4時間レース     | シルバーストン・サーキット   | 4月19日  |
| 2        | イモラ4時間レース             | イモラ・サーキット           | 5月18日  |
| 3        | レッドブル・リンク4時間レース | レッドブル・リンク           | 7月20日  |
| 4        | ル・カステレ4時間レース       | ポール・リカール・サーキット | 9月14日  |
| 5        | エストリル4時間レース         | エストリル・サーキット       | 10月19日 |

## エントリーリスト
2014年のエントリーリストは2月13日に発表され、LMP2が13台、LMGTEとGTCが16台で、42台の参加となった。
- LMP2クラスでは、4台のオレカのレースカー（ブーツェン・ジニオン、セバスチャン・ローブ・レーシング、レース・パフォーマンス、マーフィ・プロトタイプス）、3台のザイテック（グリーヴス・モータースポーツ、Jotaスポーツ、ケーターハム）、3台のモーガン（ペガサス・レーシング、モラン・レーシング、ラルブル・コンペティション）、2台のアルピーヌ（シグナテック・アルピーヌ）と1台のリジェ（ティリエ・バイ・TDSレーシング）が出場予定とされた。
- GTEクラスでは、8台のフェラーリ（AFコルセ、ATレーシング、JMW・モータースポーツ、ケッセル・レーシング）、4台のポルシェ（IMSAパフォーマンス、ガルフ、クルビレ・スポール）、1台のアストンマーティン（ガルフ）が出場予定とされた。
- GTCクラスでは、11台のフェラーリ（AFコルセ、SMPレーシング、ソフレフ-ASP、フォーミュラ・レーシング、チーム・ウクライナ）、2台のマクラーレン（ARTグランプリ）、1台のポルシェ（プロGT・バイ・アルメラス）、1台のBMW（バルウェル）が出場予定とされた。

### LMP2
| チーム                                   | 車両                         | エンジン                 | タイヤ | No. | ドライバー                   | 出場ラウンド |
| ---------------------------------------- | ---------------------------- | ------------------------ | ------ | --- | ---------------------------- | ------------ |
| セバスチャン・ローブ・レーシング         | オレカ・03                   | ニッサン VK45DE 4.5 L V8 | M      | 24  | ヴァンサン・カピレール       | 1–2, 4–5     |
| セバスチャン・ローブ・レーシング         | オレカ・03                   | ニッサン VK45DE 4.5 L V8 | M      | 24  | ヤン・チャロウズ             | 1–2          |
| セバスチャン・ローブ・レーシング         | オレカ・03                   | ニッサン VK45DE 4.5 L V8 | M      | 24  | アルトゥール・ピック         | 4            |
| セバスチャン・ローブ・レーシング         | オレカ・03                   | ニッサン VK45DE 4.5 L V8 | M      | 24  | アンドレア・ロダ             | 4            |
| セバスチャン・ローブ・レーシング         | オレカ・03                   | ニッサン VK45DE 4.5 L V8 | M      | 24  | ジミー・エリクソン           | 5            |
| グリーヴス・モータースポーツ             | ザイテック・Z11SN            | ニッサン VK45DE 4.5 L V8 | D      | 28  | ジェイムズ・リトルジョン     | 1            |
| グリーヴス・モータースポーツ             | ザイテック・Z11SN            | ニッサン VK45DE 4.5 L V8 | D      | 28  | トニー・ウェルズ             | 1            |
| グリーヴス・モータースポーツ             | ザイテック・Z11SN            | ニッサン VK45DE 4.5 L V8 | D      | 28  | ジェイムズ・ウォーカー       | 1            |
| グリーヴス・モータースポーツ             | ザイテック・Z11SN            | ニッサン VK45DE 4.5 L V8 | D      | 28  | ルチアーノ・バチェタ         | 3–5          |
| グリーヴス・モータースポーツ             | ザイテック・Z11SN            | ニッサン VK45DE 4.5 L V8 | D      | 28  | マルク・シュルジツキー       | 3–5          |
| グリーヴス・モータースポーツ             | ザイテック・Z11SN            | ニッサン VK45DE 4.5 L V8 | D      | 41  | トム・キンバー＝スミス       | 1–3          |
| グリーヴス・モータースポーツ             | ザイテック・Z11SN            | ニッサン VK45DE 4.5 L V8 | D      | 41  | クリス・ダイソン             | 1            |
| グリーヴス・モータースポーツ             | ザイテック・Z11SN            | ニッサン VK45DE 4.5 L V8 | D      | 41  | マット・マクマリー           | 全戦         |
| グリーヴス・モータースポーツ             | ザイテック・Z11SN            | ニッサン VK45DE 4.5 L V8 | D      | 41  | マーク・パターソン           | 3            |
| グリーヴス・モータースポーツ             | ザイテック・Z11SN            | ニッサン VK45DE 4.5 L V8 | D      | 41  | ジョニー・モウレム           | 4            |
| グリーヴス・モータースポーツ             | ザイテック・Z11SN            | ニッサン VK45DE 4.5 L V8 | D      | 41  | ミグル・ファイスカ           | 5            |
| グリーヴス・モータースポーツ             | ザイテック・Z11SN            | ニッサン VK45DE 4.5 L V8 | D      | 41  | ジェイムズ・フレッチャー     | 5            |
| ペガサス・レーシング                     | モーガン・LMP2               | ニッサン VK45DE 4.5 L V8 | D      | 29  | ジュリアン・シェル           | 全戦         |
| ペガサス・レーシング                     | モーガン・LMP2               | ニッサン VK45DE 4.5 L V8 | D      | 29  | ニキ・ロイトヴィラー         | 全戦         |
| ペガサス・レーシング                     | モーガン・LMP2               | ニッサン VK45DE 4.5 L V8 | D      | 29  | ジャナサン・コールマン       | 全戦         |
| レース・パフォーマンス                   | オレカ・03                   | ジャッド HK 3.6 L V8     | D      | 34  | ミシェル・フライ             | 全戦         |
| レース・パフォーマンス                   | オレカ・03                   | ジャッド HK 3.6 L V8     | D      | 34  | フランク・マイルー           | 全戦         |
| レース・パフォーマンス                   | オレカ・03                   | ジャッド HK 3.6 L V8     | D      | 34  | パトリック・ニーダーハウザー | 5            |
| シグナテック アルピーヌ                  | アルピーヌ・A450             | ニッサン VK45DE 4.5 L V8 | M D    | 36  | ポール＝ルウ・シャタン       | 全戦         |
| シグナテック アルピーヌ                  | アルピーヌ・A450             | ニッサン VK45DE 4.5 L V8 | M D    | 36  | ネルソン・パンチァティッチ   | 全戦         |
| シグナテック アルピーヌ                  | アルピーヌ・A450             | ニッサン VK45DE 4.5 L V8 | M D    | 36  | オリヴァー・ウェブ           | 全戦         |
| Jotaスポーツ                             | ザイテック・Z11SN            | ニッサン VK45DE 4.5 L V8 | D      | 38  | サイモン・ドゥーラン         | 全戦         |
| Jotaスポーツ                             | ザイテック・Z11SN            | ニッサン VK45DE 4.5 L V8 | D      | 38  | ハリー・ティンクネル         | 全戦         |
| Jotaスポーツ                             | ザイテック・Z11SN            | ニッサン VK45DE 4.5 L V8 | D      | 38  | フェリペ・アルブケルケ       | 全戦         |
| ニューブラッド・バイ・モラン・レーシング | モーガン・LMP2               | ジャッド HK 3.6 L V8     | D      | 43  | クリスチャン・クリエン       | 全戦         |
| ニューブラッド・バイ・モラン・レーシング | モーガン・LMP2               | ジャッド HK 3.6 L V8     | D      | 43  | ガリー・ヒルシュ             | 全戦         |
| ニューブラッド・バイ・モラン・レーシング | モーガン・LMP2               | ジャッド HK 3.6 L V8     | D      | 43  | ロマン・ブランデラ           | 1–2          |
| ニューブラッド・バイ・モラン・レーシング | モーガン・LMP2               | ジャッド HK 3.6 L V8     | D      | 43  | ピエール・ラグ               | 3–5          |
| ティリエ・バイ・TDSレーシング            | モーガン・LMP2 リジェ・JS P2 | ニッサン VK45DE 4.5 L V8 | D      | 46  | ピエール・ティリエ           | 全戦         |
| ティリエ・バイ・TDSレーシング            | モーガン・LMP2 リジェ・JS P2 | ニッサン VK45DE 4.5 L V8 | D      | 46  | ルドヴィック・バデイ         | 全戦         |
| ティリエ・バイ・TDSレーシング            | モーガン・LMP2 リジェ・JS P2 | ニッサン VK45DE 4.5 L V8 | D      | 46  | トリスタン・ゴマンディ       | 全戦         |
| マーフィ・プロトタイプス                 | オレカ・03                   | ニッサン VK45DE 4.5 L V8 | D      | 48  | ロドルフォ・ゴンザレス       | 1–2, 4       |
| マーフィ・プロトタイプス                 | オレカ・03                   | ニッサン VK45DE 4.5 L V8 | D      | 48  | カルン・チャンドック         | 1–2          |
| マーフィ・プロトタイプス                 | オレカ・03                   | ニッサン VK45DE 4.5 L V8 | D      | 48  | アレックス・カペイディア     | 1            |
| マーフィ・プロトタイプス                 | オレカ・03                   | ニッサン VK45DE 4.5 L V8 | D      | 48  | ナタナエル・ベルトン         | 2, 4         |
| マーフィ・プロトタイプス                 | オレカ・03                   | ニッサン VK45DE 4.5 L V8 | D      | 48  | ピポ・デラーニ               | 4–5          |
| マーフィ・プロトタイプス                 | オレカ・03                   | ニッサン VK45DE 4.5 L V8 | D      | 48  | ジェイムズ・リトルジョン     | 5            |
| マーフィ・プロトタイプス                 | オレカ・03                   | ニッサン VK45DE 4.5 L V8 | D      | 48  | トニー・ウェルス             | 5            |
| ラルブル・コンペティション               | モーガン・LMP2               | ジャッド HK 3.6 L V8     | M      | 50  | グスタヴォ・ヤカマン         | 1            |
| ラルブル・コンペティション               | モーガン・LMP2               | ジャッド HK 3.6 L V8     | M      | 50  | 井原慶子                     | 1            |

### LM GTE
| チーム                           | 車両                                    | エンジン                    | タイヤ | No. | ドライバー                      | 出場ラウンド |
| -------------------------------- | --------------------------------------- | --------------------------- | ------ | --- | ------------------------------- | ------------ |
| AFコルセ                         | フェラーリ・458イタリア GT2             | フェラーリ 4.5 L V8         | M      | 54  | ピエールジョゼッペ・ペラジーニ  | 全戦         |
| AFコルセ                         | フェラーリ・458イタリア GT2             | フェラーリ 4.5 L V8         | M      | 54  | マルコ・チョッチ                | 全戦         |
| AFコルセ                         | フェラーリ・458イタリア GT2             | フェラーリ 4.5 L V8         | M      | 54  | マイケル・リオン                | 全戦         |
| AFコルセ                         | フェラーリ・458イタリア GT2             | フェラーリ 4.5 L V8         | M      | 55  | ダンカン・キャメロン            | 全戦         |
| AFコルセ                         | フェラーリ・458イタリア GT2             | フェラーリ 4.5 L V8         | M      | 55  | マット・グリフィン              | 全戦         |
| AFコルセ                         | フェラーリ・458イタリア GT2             | フェラーリ 4.5 L V8         | M      | 55  | ミケーレ・ルゴロ                | 1, 3–5       |
| AFコルセ                         | フェラーリ・458イタリア GT2             | フェラーリ 4.5 L V8         | M      | 55  | ミルコ・ヴェンチュリ            | 2            |
| AFコルセ                         | フェラーリ・458イタリア GT2             | フェラーリ 4.5 L V8         | M      | 65  | ピーター・アシュリー・マン      | 2            |
| AFコルセ                         | フェラーリ・458イタリア GT2             | フェラーリ 4.5 L V8         | M      | 65  | ロレンツォ・カーゼ              | 2            |
| AFコルセ                         | フェラーリ・458イタリア GT2             | フェラーリ 4.5 L V8         | M      | 65  | ラファエル・ジャンマリア        | 2            |
| AFコルセ                         | フェラーリ・458イタリア GT2             | フェラーリ 4.5 L V8         | M      | 70  | ヤニック・マレゴル              | 3–5          |
| AFコルセ                         | フェラーリ・458イタリア GT2             | フェラーリ 4.5 L V8         | M      | 70  | フランソワ・ペロド              | 3–5          |
| AFコルセ                         | フェラーリ・458イタリア GT2             | フェラーリ 4.5 L V8         | M      | 70  | エマニュエル・コラール          | 3–5          |
| ATレーシング                     | フェラーリ・458イタリア GT2             | フェラーリ 4.5 L V8         | M      | 56  | アレクサンデル・タルカニツァSr. | 全戦         |
| ATレーシング                     | フェラーリ・458イタリア GT2             | フェラーリ 4.5 L V8         | M      | 56  | ピエール・カッファー            | 全戦         |
| ATレーシング                     | フェラーリ・458イタリア GT2             | フェラーリ 4.5 L V8         | M      | 56  | アレクサンデル・タルカニツァJr. | 1–3, 5       |
| ATレーシング                     | フェラーリ・458イタリア GT2             | フェラーリ 4.5 L V8         | M      | 56  | ミルコ・ヴェンチュリ            | 4            |
| チーム・ソフレフ・ASP            | フェラーリ・458イタリア GT2             | フェラーリ 4.5 L V8         | M      | 58  | ファビアン・バルテズ            | 全戦         |
| チーム・ソフレフ・ASP            | フェラーリ・458イタリア GT2             | フェラーリ 4.5 L V8         | M      | 58  | アントニー・ポン                | 全戦         |
| チーム・ソフレフ・ASP            | フェラーリ・458イタリア GT2             | フェラーリ 4.5 L V8         | M      | 58  | ソエイル・アヤリ                | 全戦         |
| JMW・モータースポーツ            | フェラーリ・458イタリア GT2             | フェラーリ 4.5 L V8         | M      | 66  | ダニエル・マッケンジー          | 全戦         |
| JMW・モータースポーツ            | フェラーリ・458イタリア GT2             | フェラーリ 4.5 L V8         | M      | 66  | ジョージ・リチャードソン        | 全戦         |
| JMW・モータースポーツ            | フェラーリ・458イタリア GT2             | フェラーリ 4.5 L V8         | M      | 66  | ダニエル・ザムピエリ            | 1–2, 5       |
| JMW・モータースポーツ            | フェラーリ・458イタリア GT2             | フェラーリ 4.5 L V8         | M      | 66  | ロブ・ベル                      | 3            |
| JMW・モータースポーツ            | フェラーリ・458イタリア GT2             | フェラーリ 4.5 L V8         | M      | 66  | ジェイムズ・ウォーカー          | 4            |
| IMSAパフォーマンス・マットムート | ポルシェ・911 GT3-RSR                   | ポルシェ 4.0 L フラット6    | M      | 67  | エリック・マリ                  | 全戦         |
| IMSAパフォーマンス・マットムート | ポルシェ・911 GT3-RSR                   | ポルシェ 4.0 L フラット6    | M      | 67  | ジャン＝マルク・メルリン        | 全戦         |
| IMSAパフォーマンス・マットムート | ポルシェ・911 GT3-RSR                   | ポルシェ 4.0 L フラット6    | M      | 67  | エリック・エラリー              | 全戦         |
| IMSAパフォーマンス・マットムート | ポルシェ・911 GT3-RSR                   | ポルシェ 4.0 L フラット6    | M      | 76  | レイモン・ナラック              | 全戦         |
| IMSAパフォーマンス・マットムート | ポルシェ・911 GT3-RSR                   | ポルシェ 4.0 L フラット6    | M      | 76  | ニコラ・アルミンド              | 全戦         |
| IMSAパフォーマンス・マットムート | ポルシェ・911 GT3-RSR                   | ポルシェ 4.0 L フラット6    | M      | 76  | ダヴィド・アリディ              | 1–2          |
| IMSAパフォーマンス・マットムート | ポルシェ・911 GT3-RSR                   | ポルシェ 4.0 L フラット6    | M      | 76  | クリスティーナ・ニールセン      | 3–5          |
| SMPレーシング                    | フェラーリ・458イタリア GT2             | フェラーリ 4.5 L V8         | M      | 72  | アンドレア・ベルトリーニ        | 全戦         |
| SMPレーシング                    | フェラーリ・458イタリア GT2             | フェラーリ 4.5 L V8         | M      | 72  | ヴィクトル・シャイタル          | 全戦         |
| SMPレーシング                    | フェラーリ・458イタリア GT2             | フェラーリ 4.5 L V8         | M      | 72  | セルゲイ・ズロービン            | 全戦         |
| プロトン・コンペティション       | ポルシェ・911 GT3-RSR                   | ポルシェ 4.0 L フラット6    | M      | 77  | ホルスト・フェルバーマイヤーSr. | 3            |
| プロトン・コンペティション       | ポルシェ・911 GT3-RSR                   | ポルシェ 4.0 L フラット6    | M      | 77  | ホルスト・フェルバーマイヤーJr. | 3            |
| プロトン・コンペティション       | ポルシェ・911 GT3-RSR                   | ポルシェ 4.0 L フラット6    | M      | 77  | リヒャルト・リーツ              | 3            |
| ケッセル・レーシング             | フェラーリ・458イタリア GT2             | フェラーリ 4.5 L V8         | M      | 80  | ミハウ・ブロニシェヴスキー      | 1–2, 4–5     |
| ケッセル・レーシング             | フェラーリ・458イタリア GT2             | フェラーリ 4.5 L V8         | M      | 80  | ジャコモ・ピッチーニ            | 1–2, 4–5     |
| ケッセル・レーシング             | フェラーリ・458イタリア GT2             | フェラーリ 4.5 L V8         | M      | 81  | トーマス・ケメナテル            | 1–4          |
| ケッセル・レーシング             | フェラーリ・458イタリア GT2             | フェラーリ 4.5 L V8         | M      | 81  | マッテオ・クレッソーニ          | 1–4          |
| クルビーレ・スポール             | ポルシェ・911 GT3-RSR                   | ポルシェ 4.0 L フラット6    | M      | 82  | フランソワ・ペロド              | 1–2          |
| クルビーレ・スポール             | ポルシェ・911 GT3-RSR                   | ポルシェ 4.0 L フラット6    | M      | 82  | セバスチャン・クルビーレ        | 1–2          |
| クルビーレ・スポール             | ポルシェ・911 GT3-RSR                   | ポルシェ 4.0 L フラット6    | M      | 82  | エマニュエル・コラール          | 1–2          |
| ガルフ・レーシング UK            | アストンマーティン V8 ヴァンテージ GTE  | アストンマーティン 4.5 L V8 | M      | 85  | ロアルト・ゲーテ                | 全戦         |
| ガルフ・レーシング UK            | アストンマーティン V8 ヴァンテージ GTE  | アストンマーティン 4.5 L V8 | M      | 85  | スチュアート・ホール            | 全戦         |
| ガルフ・レーシング UK            | アストンマーティン V8 ヴァンテージ GTE  | アストンマーティン 4.5 L V8 | M      | 85  | ダニエル・ブラウン              | 全戦         |
| ガルフ・レーシング UK            | ポルシェ・911 GT3-RSR ポルシェ・911 RSR | ポルシェ 4.0 L フラット6    | M      | 86  | マイケル・ウェインライト        | 全戦         |
| ガルフ・レーシング UK            | ポルシェ・911 GT3-RSR ポルシェ・911 RSR | ポルシェ 4.0 L フラット6    | M      | 86  | アダム・キャロル                | 全戦         |
| ガルフ・レーシング UK            | ポルシェ・911 GT3-RSR ポルシェ・911 RSR | ポルシェ 4.0 L フラット6    | M      | 86  | ベン・バーカー                  | 1–2, 4–5     |
| ガルフ・レーシング UK            | ポルシェ・911 GT3-RSR ポルシェ・911 RSR | ポルシェ 4.0 L フラット6    | M      | 86  | マイケル・メドウズ              | 3            |

### GTC
| チーム                                 | 車両                        | エンジン                     | タイヤ | No. | ドライバー                         | 出場ラウンド |
| -------------------------------------- | --------------------------- | ---------------------------- | ------ | --- | ---------------------------------- | ------------ |
| セバスチャン・ローブ・レーシング       | アウディ・R8 LMS ウルトラ   | アウディ 5.2 L V10           | M      | 51  | アンリ・アシッド                   | 1            |
| セバスチャン・ローブ・レーシング       | アウディ・R8 LMS ウルトラ   | アウディ 5.2 L V10           | M      | 51  | マイク・パリシ                     | 1            |
| セバスチャン・ローブ・レーシング       | アウディ・R8 LMS ウルトラ   | アウディ 5.2 L V10           | M      | 51  | オリヴィエ・ロンバール             | 1            |
| SMPレーシング                          | フェラーリ・458イタリア GT3 | フェラーリ 4.5 L V8          | M      | 57  | ボリス・ローテンベルク             | 2–5          |
| SMPレーシング                          | フェラーリ・458イタリア GT3 | フェラーリ 4.5 L V8          | M      | 57  | ミカ・サロ                         | 2–5          |
| SMPレーシング                          | フェラーリ・458イタリア GT3 | フェラーリ 4.5 L V8          | M      | 57  | マウリツィオ・メディアニ           | 2–5          |
| SMPレーシング                          | フェラーリ・458イタリア GT3 | フェラーリ 4.5 L V8          | M      | 71  | キリル・ラディギン                 | 全戦         |
| SMPレーシング                          | フェラーリ・458イタリア GT3 | フェラーリ 4.5 L V8          | M      | 71  | アレクセイ・バソフ                 | 全戦         |
| SMPレーシング                          | フェラーリ・458イタリア GT3 | フェラーリ 4.5 L V8          | M      | 71  | ルカ・ペルシアニ                   | 全戦         |
| SMPレーシング                          | フェラーリ・458イタリア GT3 | フェラーリ 4.5 L V8          | M      | 73  | オリビエ・ベレッタ                 | 全戦         |
| SMPレーシング                          | フェラーリ・458イタリア GT3 | フェラーリ 4.5 L V8          | M      | 73  | デヴィ・マルコゾフ                 | 全戦         |
| SMPレーシング                          | フェラーリ・458イタリア GT3 | フェラーリ 4.5 L V8          | M      | 73  | アントン・ラディギン               | 全戦         |
| チーム・ソフレフ・ASP                  | フェラーリ・458イタリア GT3 | フェラーリ 4.5 L V8          | M      | 59  | クリストフ・ブーレ                 | 全戦         |
| チーム・ソフレフ・ASP                  | フェラーリ・458イタリア GT3 | フェラーリ 4.5 L V8          | M      | 59  | ジャン＝フィリップ・ベロク         | 全戦         |
| チーム・ソフレフ・ASP                  | フェラーリ・458イタリア GT3 | フェラーリ 4.5 L V8          | M      | 59  | パスカル・ジボン                   | 1–2, 4–5     |
| チーム・ソフレフ・ASP                  | フェラーリ・458イタリア GT3 | フェラーリ 4.5 L V8          | M      | 59  | ジャン＝リュック・ボーベリク       | 3            |
| フォーミュラ・レーシング               | フェラーリ・458イタリア GT3 | フェラーリ 4.5 L V8          | M      | 60  | ジョニー・ラウルセン               | 全戦         |
| フォーミュラ・レーシング               | フェラーリ・458イタリア GT3 | フェラーリ 4.5 L V8          | M      | 60  | ミッケル・マック                   | 全戦         |
| フォーミュラ・レーシング               | フェラーリ・458イタリア GT3 | フェラーリ 4.5 L V8          | M      | 60  | ヤン・マグヌッセン                 | 1, 3–5       |
| フォーミュラ・レーシング               | フェラーリ・458イタリア GT3 | フェラーリ 4.5 L V8          | M      | 60  | アンドレア・ピッチーニ             | 2            |
| AFコルセ                               | フェラーリ・458イタリア GT3 | フェラーリ 4.5 L V8          | M      | 62  | ヤニック・マレゴル                 | 1–2          |
| AFコルセ                               | フェラーリ・458イタリア GT3 | フェラーリ 4.5 L V8          | M      | 62  | ハワード・ブランク                 | 1–2          |
| AFコルセ                               | フェラーリ・458イタリア GT3 | フェラーリ 4.5 L V8          | M      | 62  | ジャン＝マルク・バシェリエ         | 1–2          |
| AFコルセ                               | フェラーリ・458イタリア GT3 | フェラーリ 4.5 L V8          | M      | 63  | マドス・ラスムッセン               | 全戦         |
| AFコルセ                               | フェラーリ・458イタリア GT3 | フェラーリ 4.5 L V8          | M      | 63  | デニス・リンド                     | 1            |
| AFコルセ                               | フェラーリ・458イタリア GT3 | フェラーリ 4.5 L V8          | M      | 63  | イリア・メルニコフ                 | 2–3          |
| AFコルセ                               | フェラーリ・458イタリア GT3 | フェラーリ 4.5 L V8          | M      | 63  | フィリッペ・バレイロス             | 4–5          |
| AFコルセ                               | フェラーリ・458イタリア GT3 | フェラーリ 4.5 L V8          | M      | 63  | フランチェスコ・ゲデス             | 5            |
| AFコルセ                               | フェラーリ・458イタリア GT3 | フェラーリ 4.5 L V8          | M      | 94  | トーマス・フロール                 | 2, 4         |
| AFコルセ                               | フェラーリ・458イタリア GT3 | フェラーリ 4.5 L V8          | M      | 94  | フランチェスコ・カステラッチ       | 2, 4         |
| AFコルセ                               | フェラーリ・458イタリア GT3 | フェラーリ 4.5 L V8          | M      | 94  | アンドレア・リツォーリ             | 4            |
| AFコルセ                               | フェラーリ・458イタリア GT3 | フェラーリ 4.5 L V8          | M      | 95  | アドリアン・ド・レーネ             | 全戦         |
| AFコルセ                               | フェラーリ・458イタリア GT3 | フェラーリ 4.5 L V8          | M      | 95  | セドリック・スビラズオーリ         | 全戦         |
| プロスピード・コンペティション         | ポルシェ・911 GT3-RSR       | ポルシェ 4.0 L フラット6     | M      | 75  | ジレ・ヴァネレー                   | 全戦         |
| プロスピード・コンペティション         | ポルシェ・911 GT3-RSR       | ポルシェ 4.0 L フラット6     | M      | 75  | マクシーム・スーレ                 | 1–2, 5       |
| プロスピード・コンペティション         | ポルシェ・911 GT3-RSR       | ポルシェ 4.0 L フラット6     | M      | 75  | パウル・ファン・スプルンテレン     | 1–2          |
| プロスピード・コンペティション         | ポルシェ・911 GT3-RSR       | ポルシェ 4.0 L フラット6     | M      | 75  | マックス・ファン・スプルンテレン   | 3–5          |
| プロスピード・コンペティション         | ポルシェ・911 GT3-RSR       | ポルシェ 4.0 L フラット6     | M      | 75  | マイク・パリシ                     | 3–4          |
| チーム・ロシア・バイ・バルウェル       | BMW・Z4 GT3                 | BMW 4.4 L V8                 | M      | 78  | レオ・マチツキー                   | 全戦         |
| チーム・ロシア・バイ・バルウェル       | BMW・Z4 GT3                 | BMW 4.4 L V8                 | M      | 78  | ティムール・サルダロフ             | 全戦         |
| チーム・ロシア・バイ・バルウェル       | BMW・Z4 GT3                 | BMW 4.4 L V8                 | M      | 78  | ジョニー・コッカー                 | 全戦         |
| BMW・スポーツ・トロフィー・マルク・VDS | BMW・Z4 GT3                 | BMW 4.4 L V8                 | M      | 87  | バス・ラインダース                 | 5            |
| BMW・スポーツ・トロフィー・マルク・VDS | BMW・Z4 GT3                 | BMW 4.4 L V8                 | M      | 87  | マルクス・パルタッラ               | 5            |
| BMW・スポーツ・トロフィー・マルク・VDS | BMW・Z4 GT3                 | BMW 4.4 L V8                 | M      | 87  | アンリ・アシッド                   | 5            |
| オムブラ・レーシング                   | フェラーリ・458イタリア GT3 | フェラーリ 4.5 L V8          | M      | 92  | マリオ・コルドニ                   | 4–5          |
| オムブラ・レーシング                   | フェラーリ・458イタリア GT3 | フェラーリ 4.5 L V8          | M      | 92  | マルコ・ザヌッティーニ             | 4–5          |
| オムブラ・レーシング                   | フェラーリ・458イタリア GT3 | フェラーリ 4.5 L V8          | M      | 92  | アンドレア・モンテルミーニ         | 5            |
| プロGT・バイ・アルメラス               | ポルシェ・911 GT3-RSR       | ポルシェ 4.0 L フラット6     | M      | 93  | フランク・ペレラ                   | 1–4          |
| プロGT・バイ・アルメラス               | ポルシェ・911 GT3-RSR       | ポルシェ 4.0 L フラット6     | M      | 93  | ルーカス・ラセール                 | 1–2, 4       |
| プロGT・バイ・アルメラス               | ポルシェ・911 GT3-RSR       | ポルシェ 4.0 L フラット6     | M      | 93  | エリック・デルモン                 | 1–2, 4       |
| プロGT・バイ・アルメラス               | ポルシェ・911 GT3-RSR       | ポルシェ 4.0 L フラット6     | M      | 93  | マテュー・ヴァクシヴィエール       | 3            |
| プロGT・バイ・アルメラス               | ポルシェ・911 GT3-RSR       | ポルシェ 4.0 L フラット6     | M      | 93  | アンリ・アシッド                   | 3            |
| チーム・ウクライナ                     | フェラーリ・458イタリア GT3 | フェラーリ 4.5 L V8          | M      | 96  | アンドリイ・クルーグリャク         | 1            |
| チーム・ウクライナ                     | フェラーリ・458イタリア GT3 | フェラーリ 4.5 L V8          | M      | 96  | セルゲイ・チューカノフ             | 1            |
| チーム・ウクライナ                     | フェラーリ・458イタリア GT3 | フェラーリ 4.5 L V8          | M      | 96  | アレッサンドロ・ピエール・グイディ | 1            |
| ARTグランプリ                          | マクラーレン・MP4-12C GT3   | マクラーレン 3.8 L ターボ V8 | M      | 98  | ケヴィン・コルユス                 | 全戦         |
| ARTグランプリ                          | マクラーレン・MP4-12C GT3   | マクラーレン 3.8 L ターボ V8 | M      | 98  | グレゴワール・ドゥムースティエ     | 全戦         |
| ARTグランプリ                          | マクラーレン・MP4-12C GT3   | マクラーレン 3.8 L ターボ V8 | M      | 98  | ヤン・グーディ                     | 全戦         |
| ARTグランプリ                          | マクラーレン・MP4-12C GT3   | マクラーレン 3.8 L ターボ V8 | M      | 99  | リカルド・ゴンザレス               | 全戦         |
| ARTグランプリ                          | マクラーレン・MP4-12C GT3   | マクラーレン 3.8 L ターボ V8 | M      | 99  | カリム・アジュラニ                 | 全戦         |
| ARTグランプリ                          | マクラーレン・MP4-12C GT3   | マクラーレン 3.8 L ターボ V8 | M      | 99  | アレックス・ブランドル             | 全戦         |

## レース結果
| ラウンド | サーキット       | LMP2 優勝チーム                                                      | LMGTE 優勝チーム                                                     | GTC 優勝チーム                                                                       | レポート |
| ラウンド | サーキット       | LMP2 優勝ドライバー                                                  | LMGTE 優勝ドライバー                                                 | GTC 優勝ドライバー                                                                   | レポート |
| -------- | ---------------- | -------------------------------------------------------------------- | -------------------------------------------------------------------- | ------------------------------------------------------------------------------------ | -------- |
| 1        | シルバーストン   | No. 46 ティリエ・バイ・TDSレーシング                                 | No. 55 AFコルセ                                                      | No. 96 チーム・ウクライナ                                                            | 詳細     |
| 1        | シルバーストン   | ピエール・ティリエ ルドヴィック・バデイ トリスタン・ゴマンディ       | ダンカン・キャメロン マット・グリフィン ミケーレ・ルゴロ             | アンドリイ・クルーグリャク セルゲイ・チューカノフ アレッサンドロ・ピエール・グイディ | 詳細     |
| 2        | イモラ           | No. 38 Jotaスポーツ                                                  | No. 72 SMPレーシング                                                 | No. 60 フォーミュラ・レーシング                                                      | 詳細     |
| 2        | イモラ           | サイモン・ドゥーラン ハリー・ティンクネル フィリッペ・アルブケルケ   | アンドレア・ベルトリーニ ヴィクトル・シャイタル セルゲイ・ズロービン | ジョニー・ラウルセン ミッケル・マック アンドレア・ピッチーニ                         | 詳細     |
| 3        | レッドブル       | No. 36 シグナテック アルピーヌ                                       | No. 55 AFコルセ                                                      | No. 71 SMPレーシング                                                                 | 詳細     |
| 3        | レッドブル       | ポール＝ルウ・シャタン ネルソン・パンチァティッチ オリヴァー・ウェブ | ダンカン・キャメロン マット・グリフィン ミケーレ・ルゴロ             | キリル・ラディギン アレクセイ・バソフ ルカ・ペルシアニ                               | 詳細     |
| 4        | ポール・リカール | No. 43 ニューブラッド・バイ・モラン・レーシング                      | No. 55 AFコルセ                                                      | No. 73 SMPレーシング                                                                 | 詳細     |
| 4        | ポール・リカール | クリスチャン・クリエン ガリー・ヒルシュ ピエール・ラグ               | ダンカン・キャメロン マット・グリフィン ミケーレ・ルゴロ             | オリビエ・ベレッタ デヴィ・マルコゾフ アントン・ラディギン                           | 詳細     |
| 5        | エストリル       | No. 24 セバスチャン・ローブ・レーシング                              | No. 72 SMPレーシング                                                 | No. 87 BMW・スポーツ・トロフィー・マルク・VDS                                        | 詳細     |
| 5        | エストリル       | ヴァンサン・カピレール ジミー・エリクソン                            | アンドレア・ベルトリーニ ヴィクトル・シャイタル セルゲイ・ズロービン | バス・ラインダース マルクス・パルタッラ アンリ・アシッド                             | 詳細     |

## ランキング

### チームズ・ランキング

#### LMP2
| 順位 | チーム                                   | ポイント |
| ---- | ---------------------------------------- | -------- |
| 1    | シグナテック アルピーヌ                  | 78       |
| 2    | Jotaスポーツ                             | 74       |
| 3    | ニューブラッド・バイ・モラン・レーシング | 68       |
| 4    | セバスチャン・ローブ・レーシング         | 57       |
| 5    | レース・パフォーマンス                   | 57       |
| 6    | #41 グリーヴス・モータースポーツ         | 38       |
| 7    | ティリエ・バイ・TDSレーシング            | 35       |
| 8    | #28 グリーヴス・モータースポーツ         | 30       |
| 9    | マーフィ・プロトタイプス                 | 28       |
| 10   | ペガサス・レーシング                     | 18       |
| 11   | ラルブル・コンペティション               | 2        |

#### LM GTE (トップ10)
| 順位 | チーム                               | ポイント |
| ---- | ------------------------------------ | -------- |
| 1    | #72 SMPレーシング                    | 85       |
| 2    | #55 AFコルセ                         | 81,5     |
| 3    | #66 JMW・モータースポーツ            | 70       |
| 4    | #56 ATレーシング                     | 62       |
| 5    | #54 AFコルセ                         | 48       |
| 6    | #81 ケッセル・レーシング             | 40       |
| 7    | #54 IMSAパフォーマンス・マットムート | 76       |
| 8    | #86 ガルフ・レーシング UK            | 28       |
| 9    | #85 ガルフ・レーシング UK            | 20.5     |
| 10   | #58 チーム・ソフレフ・ASP            | 17       |

#### GTC (トップ10)
| 順位 | チーム                                     | ポイント |
| ---- | ------------------------------------------ | -------- |
| 1    | #73 SMPレーシング                          | 94       |
| 2    | #60 フォーミュラ・レーシング               | 78.5     |
| 3    | #71 SMPレーシング                          | 67       |
| 4    | #99 ARTグランプリ                          | 45       |
| 5    | #98 ARTグランプリ                          | 38       |
| 6    | #95 AFコルセ                               | 32       |
| 7    | #96 チーム・ウクライナ                     | 25       |
| 8    | #87 BMW・スポーツ・トロフィー・マルク・VDS | 25       |
| 9    | #78 チーム・ロシア・バイ・バルウェル       | 23       |
| 10   | #63 AFコルセ                               | 19.5     |

### ドライバーズ・ランキング

#### LMP2 (トップ10)
| 順位 | ドライバー                 | ポイント |
| ---- | -------------------------- | -------- |
| 1    | ネルソン・パンチァティッチ | 78       |
| 1    | オリヴァー・ウェブ         | 78       |
| 1    | ポール＝ルウ・シャタン     | 78       |
| 2    | フェリペ・アルブケルケ     | 74       |
| 2    | ハリー・ティンクネル       | 74       |
| 2    | サイモン・ドゥーラン       | 74       |
| 3    | クリスチャン・クリエン     | 68       |
| 3    | ガリー・ヒルシュ           | 68       |
| 4    | ヴァンサン・カピレール     | 57       |
| 5    | フランク・マイルー         | 57       |
| 5    | ミシェル・フライ           | 57       |
| 6    | ピエール・ラグ             | 53       |
| 7    | マット・マクマリー         | 38       |
| 8    | ルドヴィック・バデイ       | 35       |
| 8    | ピエール・ティリエ         | 35       |
| 8    | トリスタン・ゴマンディ     | 35       |
| 9    | トム・キンバー＝スミス     | 32       |
| 10   | ジミー・エリクソン         | 25       |

#### LM GTE (トップ10)
| 順位 | ドライバー                      | ポイント |
| ---- | ------------------------------- | -------- |
| 1    | アンドレア・ベルトリーニ        | 85       |
| 1    | セルゲイ・ズロービン            | 85       |
| 1    | ヴィクトル・シャイタル          | 85       |
| 2    | ダンカン・キャメロン            | 81.5     |
| 2    | マット・グリフィン              | 81.5     |
| 3    | ミケーレ・ルゴロ                | 75.5     |
| 4    | ダニエル・マッケンジー          | 70       |
| 4    | ジョージ・リチャードソン        | 70       |
| 5    | アレクサンデル・タルカニツァSr. | 62       |
| 5    | ピエール・カッファー            | 62       |
| 6    | マルコ・チョッチ                | 48       |
| 6    | マイケル・リオン                | 48       |
| 6    | ピエールジョゼッペ・ペラジーニ  | 48       |
| 7    | アレクサンデル・タルカニツァJr. | 44       |
| 8    | ダニエル・ザムピエリ            | 40       |
| 9    | マッテオ・クレッソーニ          | 39.5     |
| 9    | トーマス・ケメナテル            | 39.5     |
| 10   | ニコラ・アルミンド              | 29       |
| 10   | レイモン・ナラック              | 29       |

#### GTC (トップ10)
| 順位 | ドライバー                         | ポイント |
| ---- | ---------------------------------- | -------- |
| 1    | アントン・ラディギン               | 94       |
| 1    | デヴィ・マルコゾフ                 | 94       |
| 1    | オリビエ・ベレッタ                 | 94       |
| 2    | ジョニー・ラウルセン               | 78.5     |
| 2    | ミッケル・マック                   | 78.5     |
| 3    | アレクセイ・バソフ                 | 67       |
| 3    | キリル・ラディギン                 | 67       |
| 3    | ルカ・ペルシアニ                   | 67       |
| 4    | ヤン・マグヌッセン                 | 52.5     |
| 5    | グレゴワール・ドゥムースティエ     | 45       |
| 5    | ケヴィン・コルユス                 | 45       |
| 5    | ヤン・グーディ                     | 45       |
| 6    | アンリ・アシッド                   | 41       |
| 7    | アレックス・ブランドル             | 38       |
| 7    | カリム・アジュラニ                 | 38       |
| 7    | リカルド・ゴンザレス               | 38       |
| 8    | アドリアン・ド・レーネ             | 32       |
| 8    | セドリック・スビラズオーリ         | 32       |
| 9    | アンドレア・ピッチーニ             | 26       |
| 10   | アレッサンドロ・ピエール・グイディ | 25       |
| 10   | アンドリイ・クルーグリャク         | 25       |
| 10   | セルゲイ・チューカノフ             | 25       |